# Carpodacus rhodochlamys
Il carpodaco mantorosso (Carpodacus rhodochlamys (Brandt, 1843)) è un uccello passeriforme della famiglia dei Fringillidi.

## Etimologia
Il nome scientifico della specie, rhodochlamys, deriva dall'unione delle parole greche ῥοδον (rhodon, "rosa") e χλαμυς (khlamys/khlamus, "clamide"), col significato di "dalla clamide rosa", in virtù della colorazione esibita dai maschi adulti.

## Descrizione

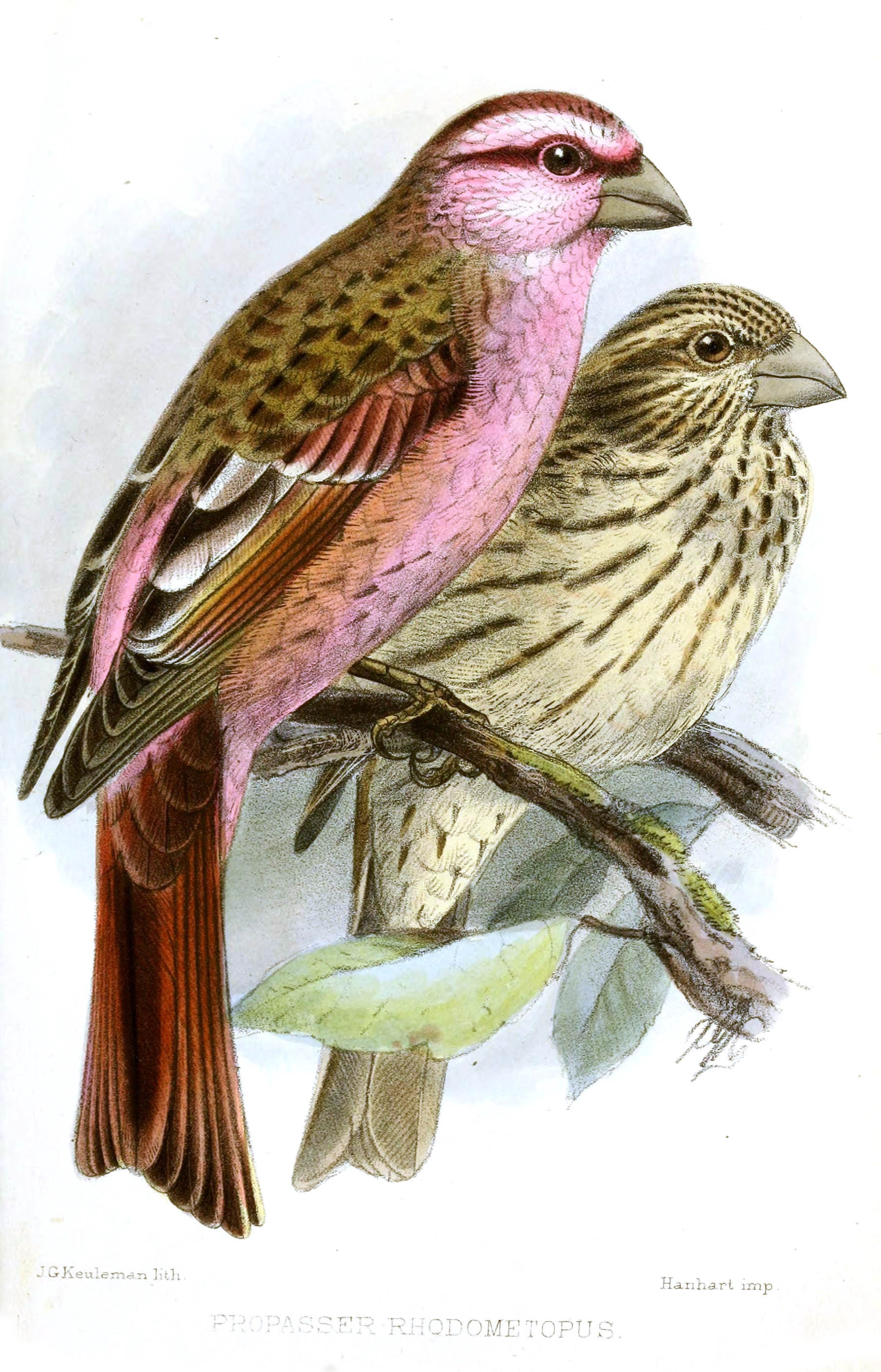
Coppia (maschio in primo piano) in un'illustrazione a cura di Keulemans.

### Dimensioni
Misura 15–18 cm di lunghezza, per 18-38 g di peso.

### Aspetto
Si tratta di uccelli dall'aspetto robusto , muniti di testa tondeggiante con grandi occhi e grosso becco conico, ali allungate e coda dalla punta lievemente forcuta.
Il piumaggio del carpodaco mantorosso presenta dimorfismo sessuale ben evidente: i maschi, come intuibile sia dal nome comune che dal nome scientifico, presentano faccia, petto e codione di colore rosato, con sfumature dello stesso colore anche sul resto della testa, e sul dorso, che sono di colore bruno, così come le ali e la coda, mentre il ventre è bianco-rosato, il sottocoda è bianco e dai lati del becco all'orecchio e ai lati del collo è presente una sottile banda bruna a mo' di mascherina. La femmina, invece, mancano completamente del colore rosa ventrale, sostituito dal grigio-biancastro screziato di scuro, mentre il dorso è di colore bruno, similmente a quanto osservabile nei maschi. In ambedue i sessi, il becco è grigiastro, le zampe sono nerastre e gli occhi sono di colore bruno scuro.

## Biologia
Si tratta di uccelli diurni e terricoli, che sebbene siano ottimi volatori passano la maggior parte della giornata al suolo alla ricerca di cibo in coppie o in gruppetti.

### Alimentazione
La dieta del carpodaco mantorosso è perlopiù granivora: essa si compone perlopiù di piccoli semi, oltre che di altri alimenti di origine vegetale come germogli, boccioli e bacche, specialmente di ginepro, Elaeagnus, Caragana, Hippophae, caprifoglio e rosa selvatica, e sporadicamente anche di insetti.

### Riproduzione
La stagione riproduttiva va dalla fine del mese di maggio a luglio, con le coppie (si tratta infatti di uccelli monogami) che si formano già verso la fine di marzo. La coppie nidificano almeno a una ventina di metri le une dalle altre, dimostrandosi territoriali e scacciando energicamente eventuali intrusi che si avvicinassero eccessivamente al nido.
Il nido, a forma di coppa, viene costruito dalla sola femmina fra i rami di un peccio o un ginepro, fra il mezzo metro e i 14 m dal suolo, sebbene la maggior parte dei nidi si trovino attorno ai due metri dal suolo: esso è composto di fili d'erba secca e striscioline di corteccia intrecciati, e foderato internamente di pelame. Al suo interno, la femmina depone 2-5 uova, che provvede a covare da sola (col maschio che staziona di guardia nei pressi del nido e si occupa di reperire il cibo per sé e per la compagna) per 13-18 giorni, al termine dei quali schiudono pulli ciechi ed implumi. I nidiacei vengono imbeccati da ambedue i genitori con semi rigurgitati e insetti, e sono in grado d'involarsi attorno ai 15-16 giorni dalla schiusa.

## Distribuzione e habitat

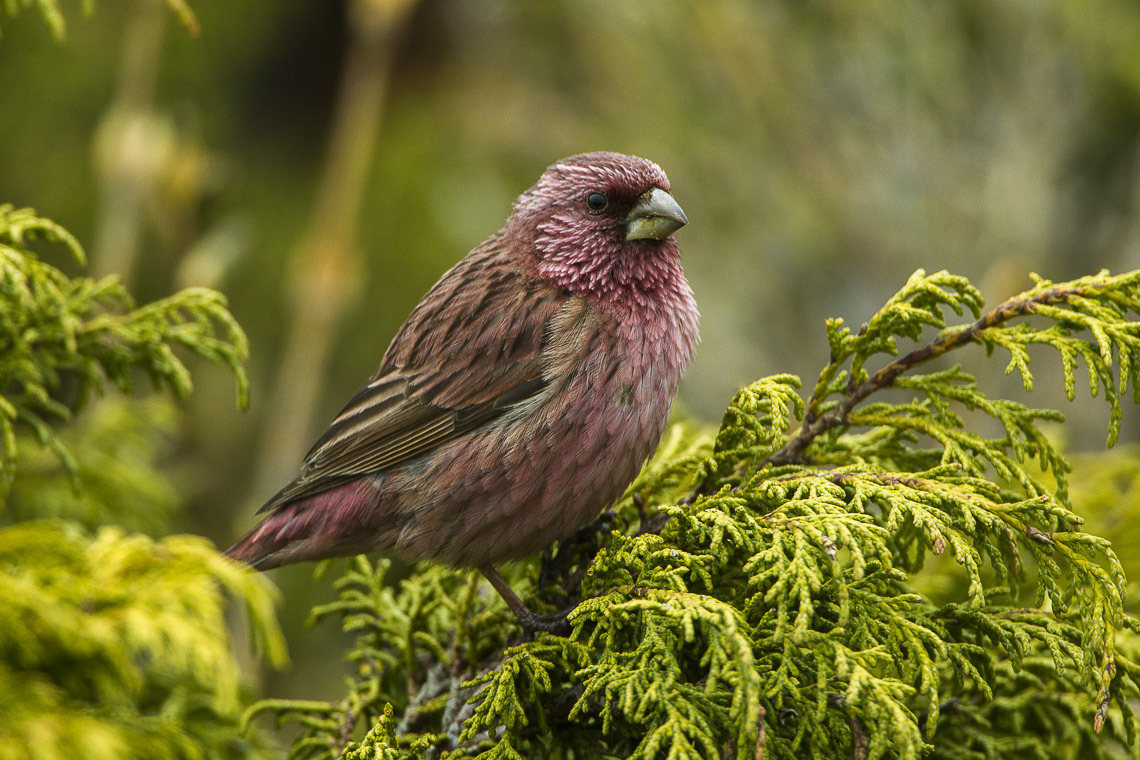
Maschio ad Almaty.

Il carpodaco mantorosso è diffuso in un areale che comprende la Mongolia occidentale, la Siberia centro-meridionale (Tuva, Monti Tannu-Ola), oltre a buona parte del Turkestan centro-orientale (Uzbekistan e Turkmenistan orientali, nord del Pamir, Tien Shan, Zungaria, Monti Altaj, Tagikistan e Kirghizistan meridionali, Uiguristan nord-occidentale).
L'habitat di questi uccelli è rappresentato dalle foreste montane e submontane a prevalenza di conifere (abeti, ginepri), con presenza di denso sottobosco.

## Sistematica
In passato se ne riconoscevano tre sottospecie: oltre alla nominale (Carpodacus rhodochlamys rhodochlamys), infatti, si contavano anche C. r. kotschubeii (raggruppante le popolazioni del Turkestan) e C. r. grandis delle pendici meridionali dell'Himalaya: in seguito alle analisi del DNA mitocondriale, la sottospecie grandis è stata elevata al rango di specie a sé stante (Carpodacus grandis), mentre la sottospecie kotschubeii non è stata trovata filogeneticamente molto dissimile dalla nominale, alla quale è stata quindi accorpata rendendo così la specie monotipica.